# Emmanuel García
Emmanuel „Manny” García Vaca (ur. 28 grudnia 1989 w Zamorze) – meksykański piłkarz występujący na pozycji lewego obrońcy.

## Kariera klubowa
García pochodzi z miasta Zamora w stanie Michoacán i jest wychowankiem tamtejszej trzecioligowej ekipy Jaguares de Zamora, której barwy reprezentował przez rok. W późniejszym czasie odszedł do innego trzecioligowca – klubu CF La Piedad, z którym jednak już po roku awansował do drugiej ligi wskutek zakupienia licencji drużyny Petroleros de Salamanca, jednak sam zawodnik pozostał na trzecim szczeblu, gdzie jeszcze przez rok występował w rezerwach. Początkowo grał na pozycji napastnika, dopiero w późniejszym czasie przekwalifikowano go na obrońcę. Po ponownym włączeniu do pierwszej ekipy La Piedad szybko wywalczył sobie pewne miejsce w wyjściowym składzie i w jesiennym sezonie Apertura 2011 dotarł ze swoją ekipą do finału rozgrywek drugoligowych. Rok później – w sezonie Apertura 2012 – triumfował natomiast w Ascenso MX, dzięki czemu na koniec rozgrywek 2012/2013 awansował z La Piedad do najwyższej klasy rozgrywkowej.
Latem 2013, bezpośrednio po awansie, García wraz z resztą zespołu przeniósł się do klubu Tiburones Rojos de Veracruz, który wykupił wówczas licencję La Piedad. W jego barwach 20 lipca 2013 w zremisowanym 2:2 spotkaniu z Chiapas zadebiutował w Liga MX i już po pół roku został podstawowym zawodnikiem zespołu. Premierowego gola w najwyższej klasie rozgrywkowej strzelił 3 maja 2015 w wygranej 2:1 konfrontacji z Universidadem de Guadalajara, a ogółem barwy Veracruz reprezentował przez dwa i pół roku, będąc jednym z najważniejszych graczy zespołu. W styczniu 2016 przeniósł się do ekipy CF Pachuca, gdzie już w pierwszym, wiosennym sezonie Clausura 2016 wywalczył tytuł mistrza Meksyku, mając niepodważalne miejsce w składzie drużyny trenera Diego Alonso. Sam znalazł się natomiast w wybranej przez władze ligi oficjalnej jedenastce sezonu. W tym samym roku zajął także drugie miejsce w krajowym superpucharze – Campeón de Campeones.

## Statystyki kariery
| Zamora    | 2007–2008 | Meksyk | Segunda División | 25  | 1  | –  | – | –   | – | – | 25  | 1  |
| La Piedad | 2008–2009 | Meksyk | Segunda División | 24  | 3  | –  | – | –   | – | – | 24  | 3  |
| La Piedad | 2009–2010 | Meksyk | Ascenso MX       | 0   | 0  | –  | – | –   | – | – | 0   | 0  |
| La Piedad | 2010–2011 | Meksyk | Ascenso MX       | 26  | 1  | –  | – | –   | – | – | 26  | 1  |
| La Piedad | 2011–2012 | Meksyk | Ascenso MX       | 26  | 3  | –  | – | –   | – | – | 26  | 3  |
| La Piedad | 2012–2013 | Meksyk | Ascenso MX       | 34  | 2  | 3  | 0 | –   | – | – | 37  | 2  |
| Veracruz  | 2013–2014 | Meksyk | Liga MX          | 24  | 0  | 9  | 0 | –   | – | – | 33  | 0  |
| Veracruz  | 2014–2015 | Meksyk | Liga MX          | 32  | 1  | 6  | 0 | –   | – | – | 38  | 1  |
| Veracruz  | 2015–2016 | Meksyk | Liga MX          | 18  | 0  | 2  | 0 | –   | – | – | 20  | 0  |
| Pachuca   | 2015–2016 | Meksyk | Liga MX          | 23  | 1  | 2  | 0 | –   | – | – | 25  | 1  |
| Pachuca   | 2016–2017 | Meksyk | Liga MX          | 0   | 0  | 0  | 0 | LMC | 0 | 0 | 0   | 0  |
| Ogółem    | Ogółem    | Ogółem | Ogółem           | 232 | 12 | 22 | 0 | LMC | 0 | 0 | 254 | 12 |

- LMC – Liga Mistrzów CONCACAF